# (31190) Toussaint
(31190) Toussaint est un astéroïde de la ceinture principale.

## Description
(31190) Toussaint est un astéroïde de la ceinture principale. Il fut découvert le 27 décembre 1997 à l'observatoire Goodricke-Pigott par Roy A. Tucker. Il présente une orbite caractérisée par un demi-grand axe de 2,60 UA, une excentricité de 0,11 et une inclinaison de 14,0° par rapport à l'écliptique.

## Compléments